# マーキュリー・レッドストーン1号
マーキュリー・レッドストーン1号（マーキュリー・レッドストーン1ごう、Mercury-Redstone 1、MR-1）は、アメリカ合衆国のマーキュリー計画で行われた初の無人試験飛行である。マーキュリー・レッドストーン発射機が使用されるのも、これが初めてのことだった。無人の弾道飛行を行うことを目標に1960年11月21日、ケープカナベラル空軍基地から発射されたが、「4インチの飛行」と呼ばれる失敗を招くこととなった。

## 試験の背景と発射の失敗
MR-1の飛行の目的は、マーキュリー計画における弾道飛行のため宇宙船とレッドストーン発射機を検証することであり、宇宙船の自動飛行制御や回収システム、さらに地上スタッフの発射・追跡・回収手順なども確認されることになっていた。またマーキュリー・レッドストーンの、「開ループ制御」で操作される飛行中の自動発射中止検知システムを試験する予定であった。これは発射中止検知システムが中止に要求される状況を報告することはできたが、打ち上げ中止それ自体の引金を実際に引くのは不可能であることを意味していた。この飛行では生身の乗員を搭乗させていなかったため、安全上の問題に拘束されることはなく、誤った信号を送り早まって飛行を中止させてしまうことを防止していた。
この試験では宇宙船2番機をレッドストーンMR-1とともに使用しており、発射場はケープカナベラル空軍基地の第5発射施設だった。当初は11月7日に打ち上げる予定だったが、最後の段階で宇宙船に問題が発生したため中止となり、発射は11月21日に再設定された。
当日は正常に秒読みが行われ、東部標準時の9:00a.m. (14:00GMT)、マーキュリー・レッドストーンのロケットが点火された。だが発射直後にエンジンが停止し、機体は10センチメートルほど浮き上がっただけで発射台の元の位置に戻った。警報音が鳴り響いたがロケットは爆発せず、代わりに妙なできごとが連続して起こった。
エンジン停止直後、緊急脱出用ロケット (Launch Escape System, LES) が点火し、宇宙船をレッドストーン本体に残したまま上昇して行った。LESは高度1,200メートルに到達し、370メートル離れたところに落下した。また脱出ロケット点火から3秒後、宇宙船の減速用パラシュートが展開し、メインと予備のパラシュートを引きずり出した。さらにこの過程でアンテナのカバーが外れた。
結果的に、打ち上げられたのは緊急脱出用ロケットだけだった。だが燃料を満載し、すべての電源が入っているレッドストーンロケットは何の支えもなく第5番発射台の上に屹立しており、その他にも宇宙船の逆噴射ロケットや自爆装置など、様々な危険物がそこには存在していた。さらにロケット本体の横にはメインと予備のパラシュートが垂れ下がっており、もし風をはらめば機体を転倒させるおそれがあった。だが幸いにして当日の気象条件は良好だった。管制室はパニックに陥り、スタッフはこの状況を打開する迅速で有効な手段を思いつけずにいた。タンク内の圧力を下げるためにライフルを撃って穴を開けたらどうかなどという無謀な提案も出されたが、飛行指揮官のクリス・クラフト (Chris Kraft) は、最終的に、技術者の一人が提示した「バッテリーの電圧が下がり酸化剤が蒸発するのを単に待つべきだ」という案を受け入れた。この初期の失敗とその後のパニックについて、クラフトは「何をしたらいいか分からないときは、何もしないというのが管制室の第一のルールだ」と言明した。そのため技術者らは、ロケットと宇宙船のバッテリーが尽き、レッドストーンの液体酸素が蒸発し、作業の安全が確認される翌朝まで待機した。

## 失敗の原因
調査の結果、エンジンが停止したのは、様々な指令を送る信号ケーブルと、電力の供給とアースをする電源ケーブルの2本が間違った順番で分離されたことが原因であると判明した。これはどちらも底部にある尾翼の端でロケットに接続されており、発射の瞬間に切り離されるものであった。通常は信号ケーブルが先に分離し、その後に電源ケーブルが続くのだが、この発射で使用された信号ケーブルは軍事用のPGM-11ミサイルのために設計されたもので、マーキュリー・レッドストーン用の短いものではなかった。この信号ケーブルは余った長さの分が締めて固定されていたが、機体が発射した際、固定していた部分が予定どおり機能せずに分離が遅れ、結果的に電源ケーブルの29ミリ秒後に切り離された。
このわずかな時間にアースが無くなったことで、継電器を通して相当量の電流が流れた。この機器は、動力飛行の最後に通常のエンジン停止を行うために保持されているものであった。継電器に異常な電流が送られたことでレッドストーンはエンジンをストップし、さらに宇宙船に「正常な停止が行われた」という信号を送った。通常の状態では、宇宙船は飛行中にこの信号を受け取ると二つの作業を行う。一つは必要のなくなった緊急脱出用ロケットの切り離しで、脱出ロケットが離れて行ったら、次に宇宙船をロケットに固定している爆発ボルトが点火される。MR-1の場合は脱出ロケットの切り離しは設定通りに行われたが、宇宙船の分離は起こらなかった。宇宙船は、機体の加速がほぼ停止するまでこの作業を保留するように設計されていた。それはまだ加速しているロケットと衝突するのを避けるためで、分離は宇宙船の加速度センサーが0Gに近づいたことを検知したときに行われることになっていた。通常これは、レッドストーンがエンジンを停止し自由落下の状態に入ったことを意味する。だがMR-1の場合はレッドストーンは地上に直立したままになっていたため、宇宙船のセンサーは自重の効果を検知し、1Gの状態で「加速」し続けていると読み取った。この見かけ上の加速により、宇宙船の分離は行われなかった。
脱出ロケットが切り離されたことで、宇宙船の回収用パラシュートシステムが作動した。高度が3,000メートル以下であったため、このシステムは大気圧センサーによって起動し、最初に減速用パラシュートが開き次に主パラシュートが展開されるという通常の手順が行われた。だが実際には主傘は宇宙船の重量を支えておらず、システムは何の負荷も検知しなかったため、あたかもパラシュートの展開に失敗したように作動して予備のパラシュートが開いた。
レッドストーンの自動飛行中止検知システムは開ループで運用されていたため、エンジン停止は発射中止 (自爆装置の起動) を招くことはなかったが、システムは中止の状態にあることは報告していたため、それに関わる機能は適切に作動したのである。

## 事故後
レッドストーンロケットは発射台に落ちた際、小さな損傷をいくつか受けたが、修理をすれば依然使用可能な状態にあったためアラバマ州ハンツビルのマーシャル宇宙飛行センターに送られ保管された。その後、新たにマーキュリー・レッドストーン1A号 (MR-1A) の試験飛行を行うことが決定され、発射機にはMR-3と番号をふられた新しいマーキュリー・レッドストーンロケットを使った。MR-1で用いられた2番機宇宙船は損傷を受けていなかったため、8番機の脱出ロケットと10番機のアンテナカバーとともにMR-1Aで再使用された。
MR-1のような不具合が再び発生しないよう、その後のマーキュリー・レッドストーンではロケットと発射台を電気的に接続する約30センチメートルの長さのアース線が追加された。このアース線は、他のすべての地上との電気的な接続が断たれた後に、確実にロケットから離れるよう設計されていた。
MR-1の事故では、「通常停止」の信号が宇宙船に届くようにしていたために誤って脱出ロケットが点火してしまった。技術者らは実際に緊急事態が発生した際、今回のようにLESだけが切り離される事態になることを懸念した。もしMR-1が有人飛行であれば、通常なら脱出ロケットが宇宙船をレッドストーンから持ち上げ、安全な場所に移す手順が行われるはずだったが、この事故ではLESだけが宇宙船から切り離されてしまったため、飛行士は燃料を満載し、完全に独立した電源を持ち、まだ完全に切り離されておらずしかも一部が損傷したレッドストーンロケットの、頂上に置かれたマーキュリー宇宙船の内部に閉じ込められるという、非常に危険な状況に取り残されることになっていたはずだった。このような事態を避けるため、マーキュリー・レッドストーンは「通常停止」信号を、レッドストーンの実際のエンジン停止予想時間の約10秒前である、発射後129.5秒後までは宇宙船に送ることができなくなるように設定を変更された。
MR-1のレッドストーンはハンツビルに戻された後、他の飛行に使われることはなく、最終的にマーシャル宇宙飛行センター内にある案内センターに展示されることになった。

## 宇宙船の現況
マーキュリー・レッドストーン1号および1A号双方で使用された2番機宇宙船は、現在はカリフォルニア州マウンテンビュー近郊のモフェット (Moffett) 連邦空港内にある、NASAエイムズ研究センター (NASA Ames Exploration Center) に展示されている。マーキュリー・レッドストーンロケットはハンツビルの合衆国宇宙ロケットセンターに展示されている。

## 画像

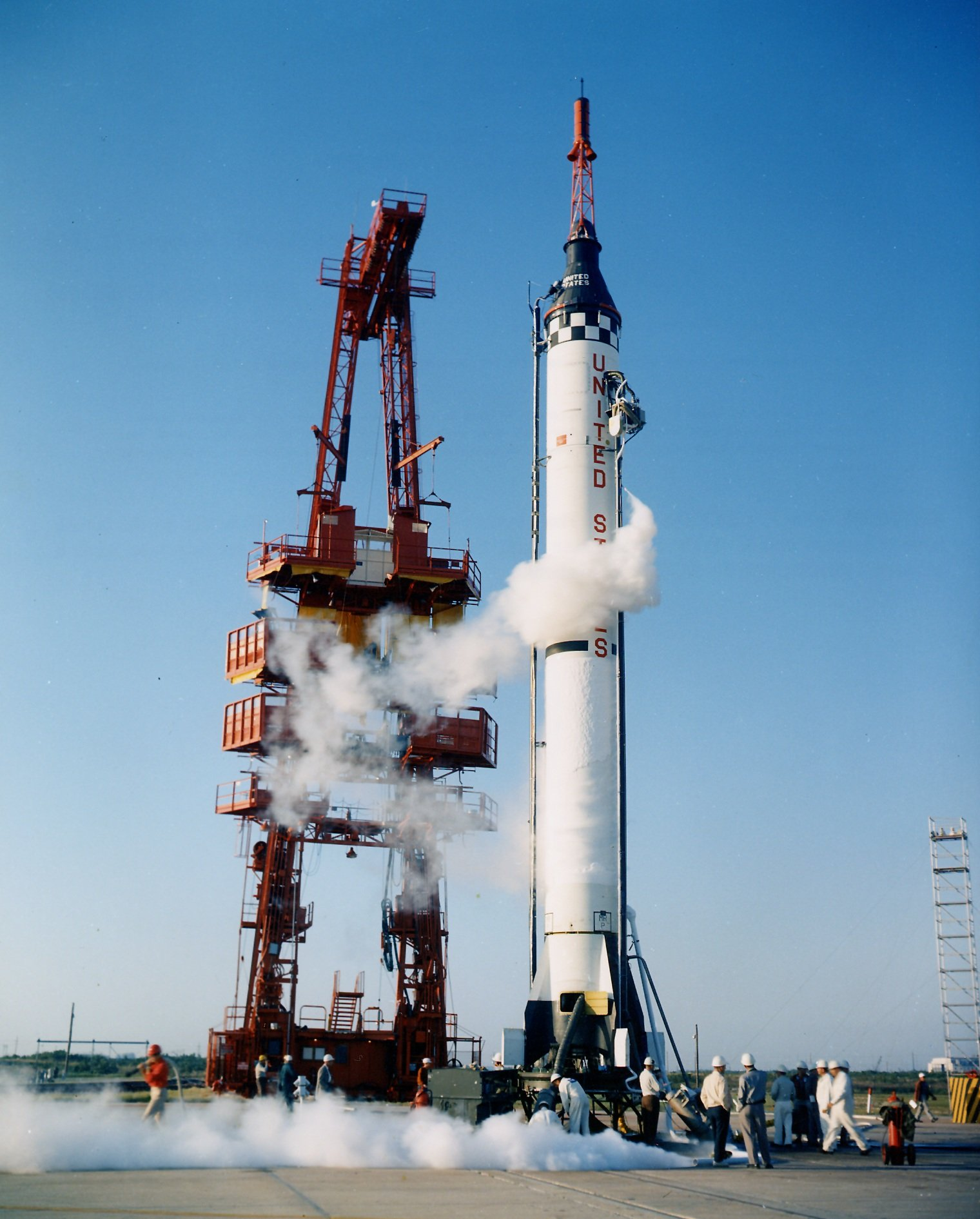
発射準備のため燃料を注入されているMR-1
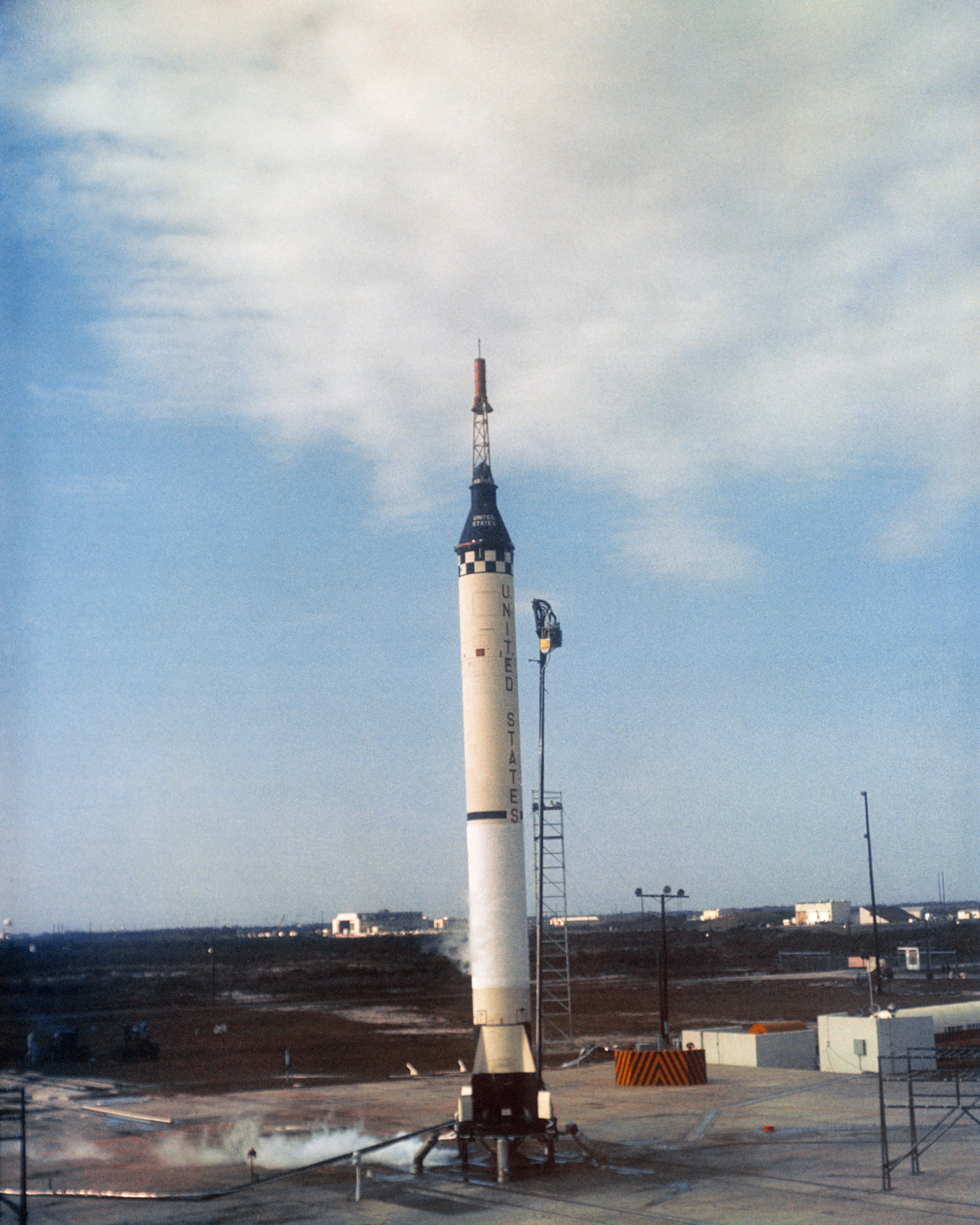
MR-1のエンジン点火の瞬間
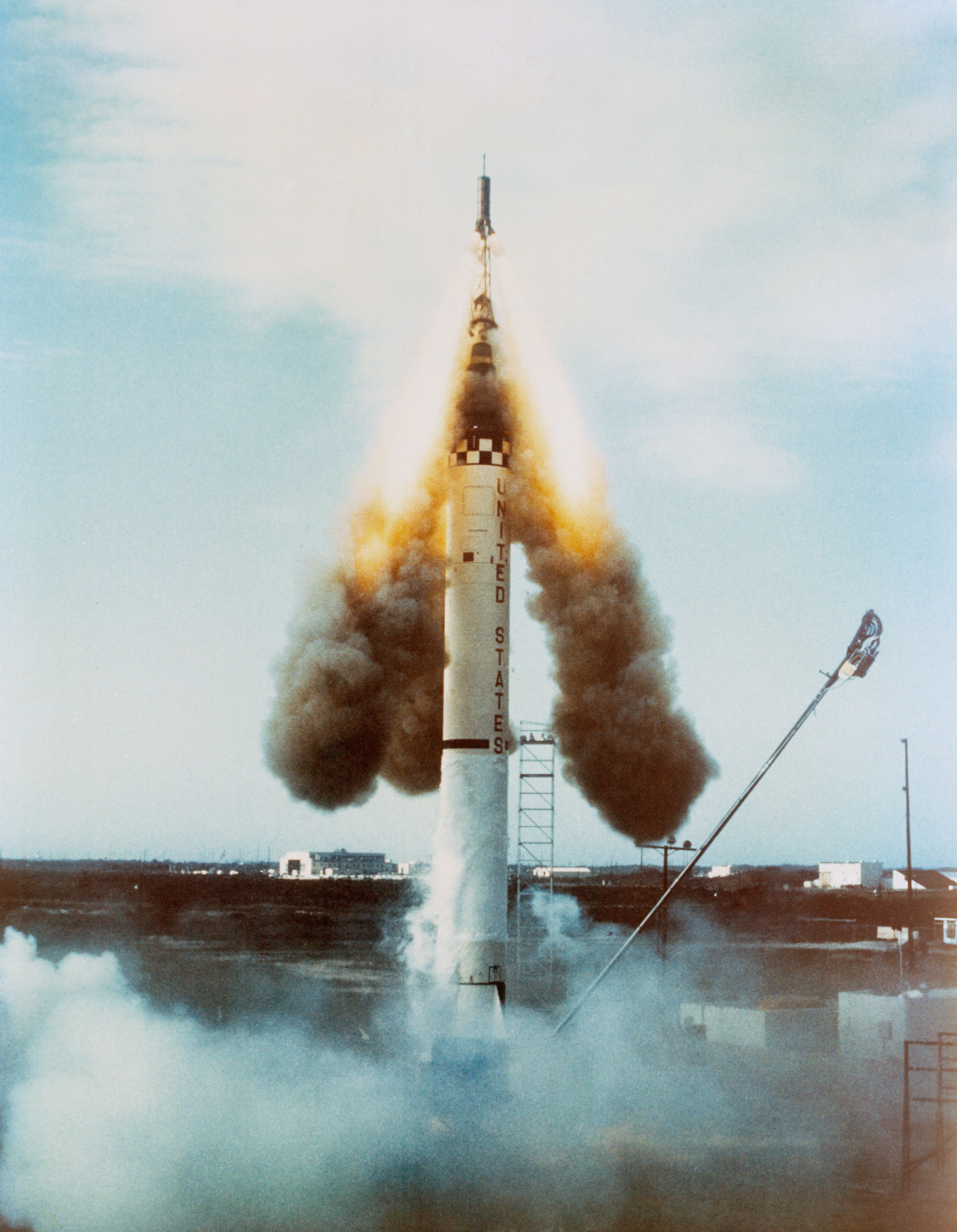
MR-1の脱出ロケットが発射された瞬間
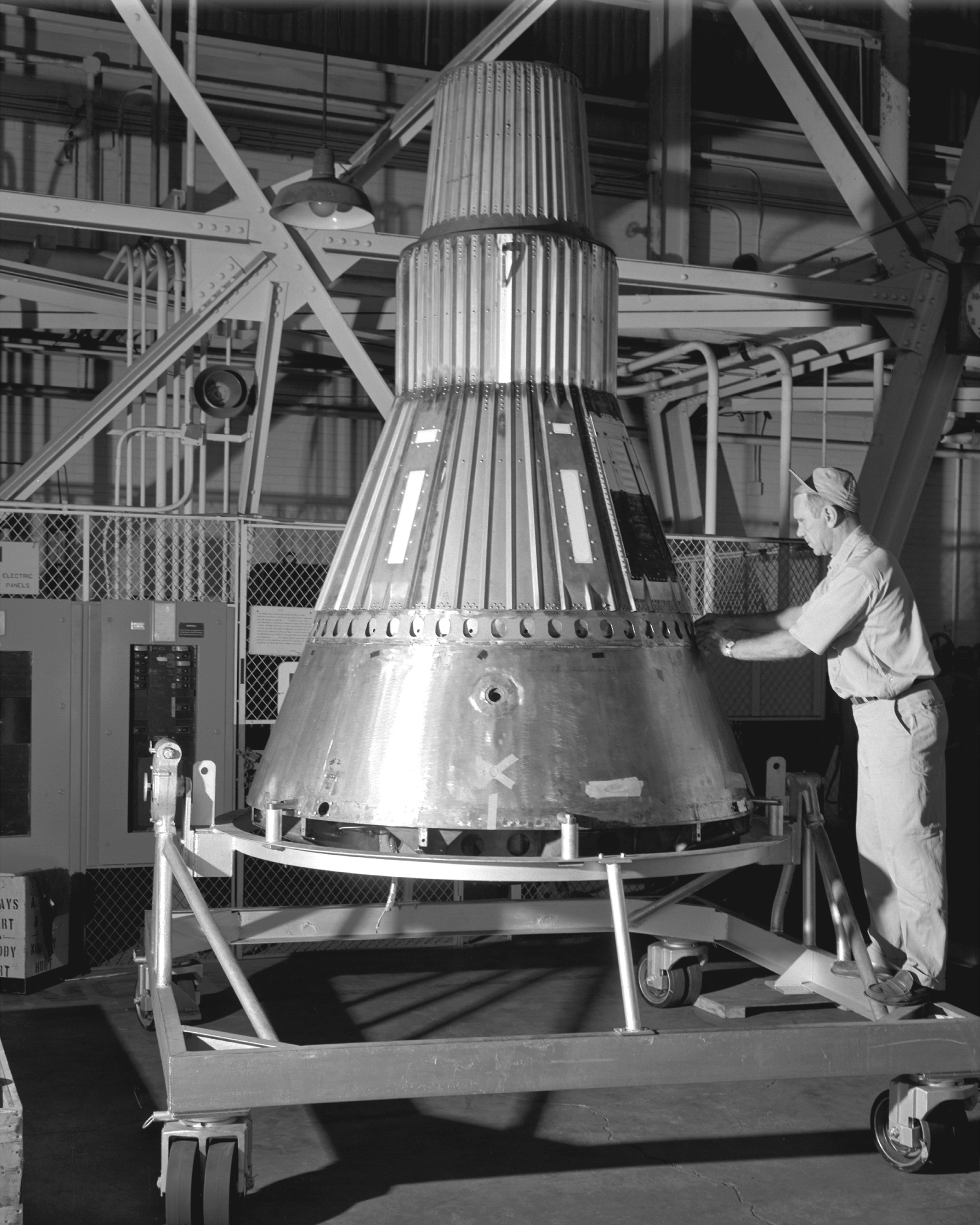
グレン研究センターで整備されている2番機宇宙船